# Calyptotheca thornelyae
Calyptotheca thornelyae är en mossdjursart som beskrevs av Dumont 1981. Calyptotheca thornelyae ingår i släktet Calyptotheca och familjen Parmulariidae. Inga underarter finns listade i Catalogue of Life.